# Daniel Höner
Pour les articles homonymes, voir Höner.
Daniel Höner, né le 16 mai 1953, est un patineur artistique et entraîneur suisse. Il est septuple champion de Suisse entre 1967 et 1973.

## Biographie

### Carrière sportive
Daniel Höner est septuple champion de Suisse entre 1967 et 1973.
Il représente son pays à sept championnats européens (1967 à Ljubljana, 1968 à Västerås, 1969 à Garmisch-Partenkirchen, 1970 à Léningrad, 1971 à Zurich, 1972 à Göteborg et 1973 à Cologne) et cinq mondiaux (1967 à Vienne, 1968 à Genève, 1970 à Ljubljana, 1971 à Lyon et 1973 à Bratislava). Il n'a jamais participé aux Jeux olympiques d'hiver.
Il arrête les compétitions sportives après les mondiaux de 1973.

### Reconversion
Daniel Höner est entraîneur à l'Eissport Club Zürich-Oerlikon.

## Palmarès
| Compétitions principales | 1967 | 1968 | 1969 | 1970 | 1971 | 1972 | 1973 |
| Jeux olympiques d'hiver  |      |      |      |      |      |      |      |
| Championnats du monde    | 20e  | 20e  |      | A    | 15e  |      | 11e  |
| Championnats d'Europe    | 17e  | 19e  | 15e  | 10e  | 11e  | 9e   | 9e   |
| Championnats de Suisse   | 1er  | 1er  | 1er  | 1er  | 1er  | 1er  | 1er  |
| Légende : A = Abandon    |      |      |      |      |      |      |      |